# Heydar Moslehi

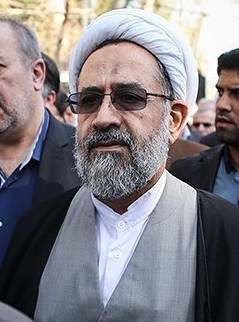
Heydar Moslehi

Heydar Moslehi (persisch حیدر مصلحی, DMG Ḥaydar Moṣleḥī, * 1956 in Schahreza bei Isfahan) ist ein iranischer Politiker sowie Kleriker mit dem religiösen Titel Hodschatoleslam und vom 3. September 2009 bis zum 15. August 2013 Geheimdienstminister des Iran.
Von 28. August 2005 bis zum 1. Februar 2008 war er stellvertretender Geheimdienstminister. Er löste als Leiter des VEVAK Hodschatoleslam Gholamhossein Mohseni-Eschei ab, der am 25. Juli 2009 von seinem Amt zurücktrat. Moslehi war langjähriger Verbindungsmann des obersten Religionsführers Ali Chamene’i zu den Basitschi-Milizen. Im April 2011 reichte er ein Rücktrittsgesuch ein, welches von Präsident Mahmud Ahmadinedschad akzeptiert wurde. Chamene’i machte die Entscheidung jedoch rückgängig und berief Moslehi zurück in sein Amt.